# Ole Edvard Antonsen

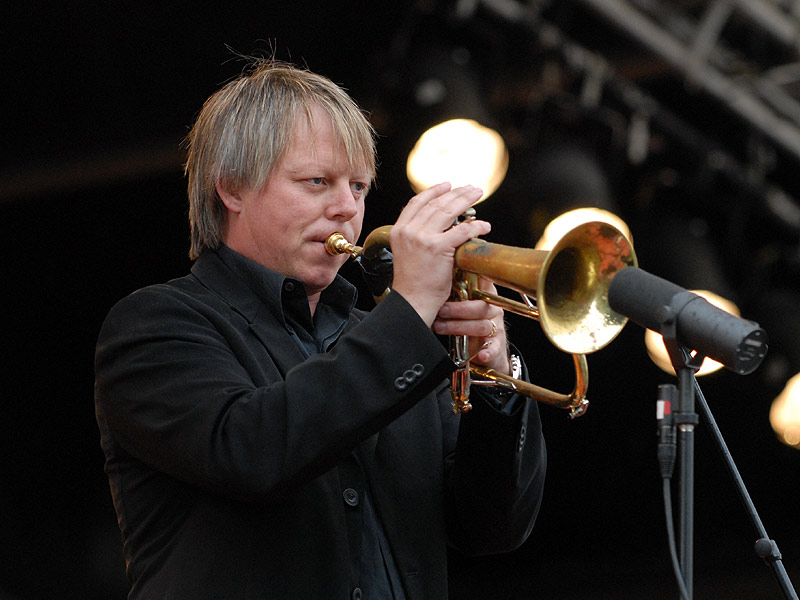
Ole Edvard Antonsen

Ole Edvard Antonsen (ur. 25 kwietnia 1962 w Vang) – norweski trębacz uprawiający wiele zróżnicowanych gatunków – muzykę kameralną, barokową, jazz i muzykę pop.

## Dyskografia
- 1989 The Virtuoso Trumpet – (Einar Henning Smebye – fortepian)
- 1992 Tour De Force
- 1993 Trumpet Concertos – (English Chamber Orchestra, Jeffrey Tate)
- 1994 Popular Pieces for Trumpet & Organ – (Wayne Marshall – organy)
- 1995 Shostakovich Concerto for Piano and Trumpet – (Berlin Philharmonic Orchestra, Mariss Jansons, Mikhail Rudy – fortepian )
- 1997 Read My Lips
- 1998 Twentieth Century Trumpet – (Wolfgang Sawallisch – fortepian)
- 2000 New Sound of Baroque – (z bratem Jensem Petterem Antonsenem – trąbka i orkiestrą Trondheim Solistene)
- 2002 Ars Nova – (Solveig Kringlebotn – wokal, Wolfgang Plagge – fortepian)
- 2007 The Golden Age of the Cornet (Royal Norwegian Navy Band, Ingar Bergby)

### Jako sideman (wybrane)
- 2002 With Strings Attached – Willem Breuker Kollektief
- 2003 Jan van der Roost In Flanders' Fields Vol.39 – Jan van der Roost
- 2004 Absolute – Spanish Brass Luur Metalls
- 2004 Frelsesarmeens Juleplate (The Norwegian Salvation Army Christmas album with Nidaros Cathedral Boys' Choir)

## Nagrody i wyróżnienia
| Rok  | Kategoria   | Tytułem       | Nagroda          | Nota      | Źródło |
| ---- | ----------- | ------------- | ---------------- | --------- | ------ |
| 1992 | Åpen klasse | Read My Lips  | Spellemannprisen | Laur      | [ 2 ]  |
| 1997 | Åpen klasse | Tour De Force | Spellemannprisen | Nominacja | [ 2 ]  |